# Ishiwata Asahi
Ishiwata Asahi (sinh ngày 8 tháng 4 năm 1996) là một cầu thủ bóng đá người Nhật Bản.

## Sự nghiệp câu lạc bộ
Ishiwata Asahi hiện đang chơi cho Fukushima United FC.